# 寒單
《寒單》（英語：Han Dan），是一部於2019年上映的臺灣民俗文化電影。由胡宇威、鄭人碩、黃瀞怡、林予晞領銜主演，2019年1月23日於台灣上映。片名來自臺灣民間信仰的「寒單爺」。

## 劇情大綱
故事背景為1995年的台東，即將成為實習教師的林正昆暗戀從小和自己一起長大的李文萱（萱萱），然而萱萱喜歡的卻是在學生時期經常霸凌正昆的黃明義（阿義），而正昆也因此忌妒阿義。在一次炸寒單之後，正昆引燃爆竹，想藉此傷害阿義，卻導致萱萱因爆炸而身亡。
阿義從此深感絕望，他不但沾染毒癮，失去當寒單爺肉身的資格，還搞得家破人亡；而正昆為了懺悔，每年志願擔任寒單肉身接受炮炸，想藉此向萱萱贖罪。他不顧母親反對，放棄當教師的目標，開設一間昆儀回收場，並監禁阿義，用盡全力幫阿義戒毒。
正昆帶著阿義做回收，昆儀回收場的收購價格很高，讓當地業者的老大豪哥很不滿，便派人到回收場縱火，之後阿義持刀砍傷豪哥的手下作為報復。正昆檢舉豪哥私藏毒品，在警方查出毒品後，豪哥和兩人談判，正昆和阿義當場喝血酒，表示兄弟情誼堅決，談判因此破裂。
正昆和酒店小姐蘇奈成為情侶。重聽的阿義把萱萱送自己的錄音帶給正昆，讓他把萱萱錄在裡面的話抄錄下來。正昆從錄音帶內容得知了萱萱愛的人是阿義，他向阿義道歉，但實際上他仍忌妒著阿義。以此事為契機，豪哥設計讓阿義和正昆反目成仇。之後的元宵節，正昆擔任寒單肉身，阿義要拿大量的炮來炸正昆，他表示兩人恩怨就此了解。

## 演員列表
| 演員姓名            | 角色名稱       |
| 胡宇威/徐謀俊(青年) | 林正昆         |
| 鄭人碩/李冠毅(青年) | 黃明義         |
| 林予晞              | 李文萱（萱萱） |
| 黃瀞怡              | 蘇奈           |

### 其他演員
| 演員姓名 | 角色名稱       |
| 楊貴媚   | 廖金花         |
| 陳博正   | 郭芳智（堂主） |
| 高捷     | 豪哥           |
| 陸弈靜   | 黃許阿妹       |
| 嚴藝文   | 春花           |
| 可青     | 小鳳           |
| 張瓊姿   | 萱母           |
| 陳名賀   | 阿傑           |
| 彭建銘   | 土狗           |
| 鄭少凱   | 小高           |
| 陳羿帆   | 釋迦           |

## 電影歌曲
| 曲序 | 曲目                 |                  | 作曲             | 演唱             |
| ---- | -------------------- | ---------------- | ---------------- | ---------------- |
| 1.   | 想都沒想過（主題曲） | 高敏倫           | 高敏倫           | 梁靜茹           |
| 2.   | 飛（插曲）           | 盧苑儀Vivien Loh | 盧苑儀Vivien Loh | 盧苑儀Vivien Loh |

## 海外播放
- 2019年6月30日本片於紐約亞洲電影節 New York Asian Film Festival[5]，在紐約林肯電影中心放映，呈現臺灣電影在地特色，為紐約觀眾帶來耳目一新的觀影體驗，導演黃朝亮、男主角胡宇威出席映後交流，紐約觀眾反應十分熱烈，受到空前的重視與歡迎，並與與其他六部亞洲電影共同角逐「最佳劇情片大獎」(Tiger Uncaged Awards)[6]。
- 印度第10屆 Jagran Film Festival[7]：本片於2019年第10屆 Jagran Film Festival 播放，電影節在印度18個城市巡迴播放，首站德里場結束後獲觀眾熱烈迴響。

## 外部連結
- 寒單的Facebook專頁
- 互联网电影数据库（IMDb）上《寒單》的资料（英文）
- 開眼電影網上《寒單》的資料（繁體中文）
- Yahoo奇摩電影上《寒單》的資料（繁體中文）
- 时光网上《寒單》的資料（简体中文）
- 豆瓣电影上《寒單》的資料 （简体中文）